# 11 mai 1995
Le jeudi 11 mai 1995 est le 131e jour de l'année 1995.

## Naissances
- Amin Bouazza, karatéka français
- Gelson Martins, joueur de football portugais
- Lorenzo Sonego, joueur de tennis italien
- Rinat Valiev, joueur de hockey sur glace russe
- Robert Power, coureur cycliste australien
- Ronielson da Silva Barbosa, joueur de football brésilien
- Sachia Vickery, joueuse de tennis américaine
- Sean Whitfield, coureur cycliste australien

## Décès
- Hans-Joachim Böhme (né le 25 avril 1931), homme politique est-allemand
- Ivo Samkalden (né le 10 août 1912), homme politique néerlandais
- John Phillips (né le 20 juillet 1914), acteur britannique, né en 1914
- Léopold Genicot (né le 18 mars 1914), historien belge

## Événements
- à New York, prorogation du traité sur la non-prolifération des armes nucléaires (TNP), dont 190 pays sont actuellement signataires.
- Sortie du film britannique An Awfully Big Adventure
- Sortie du film algéro-français Bab El-Oued City
- Sortie du film américain Drop Zone
- Première édition du festival de jeu vidéo Electronic Entertainment Expo
- Sortie du film américain En avant, les recrues !
- Sortie de la chanson Friends du groupe Scooter
- Sortie de la console de jeu Saturn de Sega
- Sortie du film américain Silent Fall
- Création du parti politique les Vrais Finlandais